# Tissue Engineering

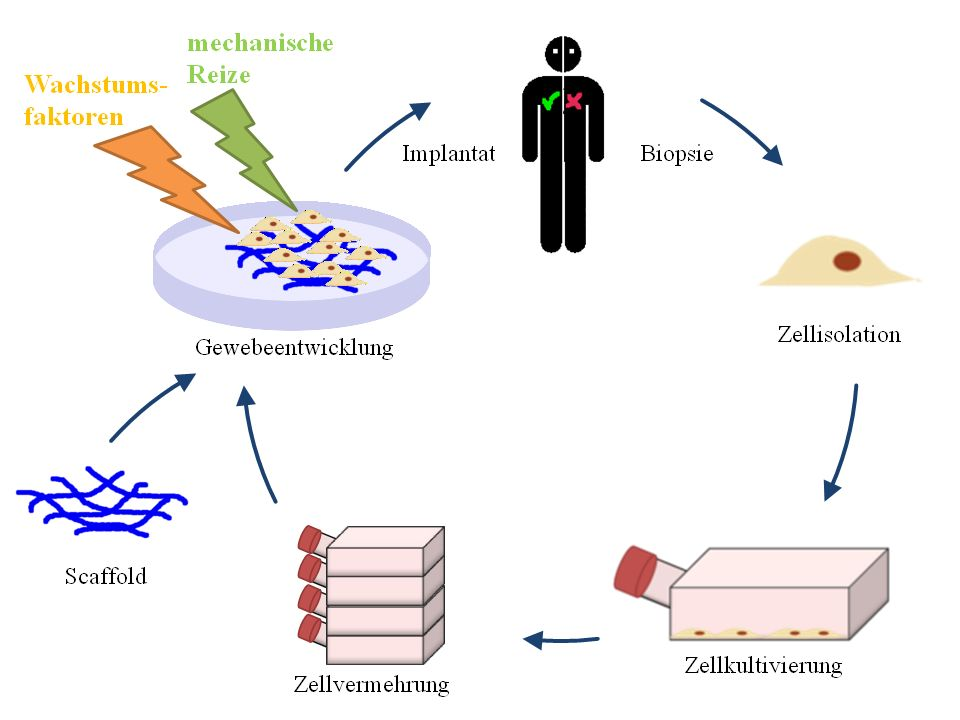
Prinzip des Tissue Engineerings

Tissue Engineering (TE) (englisch für Gewebekonstruktion bzw. Gewebezüchtung) oder Gewebezucht, auch Gewebskultur bzw. Gewebekultur genannt, ist der Überbegriff für die künstliche Herstellung biologischer Gewebe durch die gerichtete Kultivierung von Zellen, um damit kranke Gewebe bei einem Patienten zu ersetzen oder zu regenerieren. Dabei werden Prinzipien der Ingenieur-, Werkstoff- und Biowissenschaften zum Verständnis von Struktur-Funktions-Beziehungen angewandt. Tissue-Engineering-Produkte (TEP) gehören zur Gruppe der Arzneimittel für neuartige Therapien und sind eine der Anwendungsbeispiele für die regenerative und personalisierte Medizin.

## Eigenschaften
Bereits 1893 legte Wilhelm Roux Gewebskulturen an. Ab etwa 1900 wurden maligne Tumoren auf künstlichen Nährböden gezüchtet. Zu den Pionieren der Zellkultur gehörte Leo Loeb. Dass bei der Explantation der Gewebszüchtung nicht nur mit embryonalem, sondern auch mit Funktionsgewebe des ausgereiften menschlichen Organismus Wachstumerfolge erzielbar sind, wies 1926 der Gynäkologe Konrad Heim für das Endometrium nach. Beim Tissue Engineering werden üblicherweise dem Organismus eines Spenders Zellen entnommen und im Labor in vitro vermehrt. Je nach Zellart können diese als Zellrasen zweidimensional oder mittels bestimmter Zellgerüste dreidimensional kultiviert werden. Anschließend können sie dem Empfänger (re-)transplantiert werden. Diese können dann in meist denselben Organismus implantiert werden und so eine Gewebefunktion erhalten oder wiederherstellen. Im engeren Sinne versteht man unter Tissue Engineering die Zellentnahme am Patienten zur Züchtung des gewünschten Organs.
Die Gewebezüchtung besteht aus vier Elementen:
- ein strukturelles Gerüst (optional, oft Scaffold genannt),
- lebende Zellen oder Gewebe,
- die Kontrolle der Signaltransduktion an den lebenden Bestandteil (Wachstumsfaktoren) und
- ein Kulturmedium (Nährlösung) bzw. Organismus.

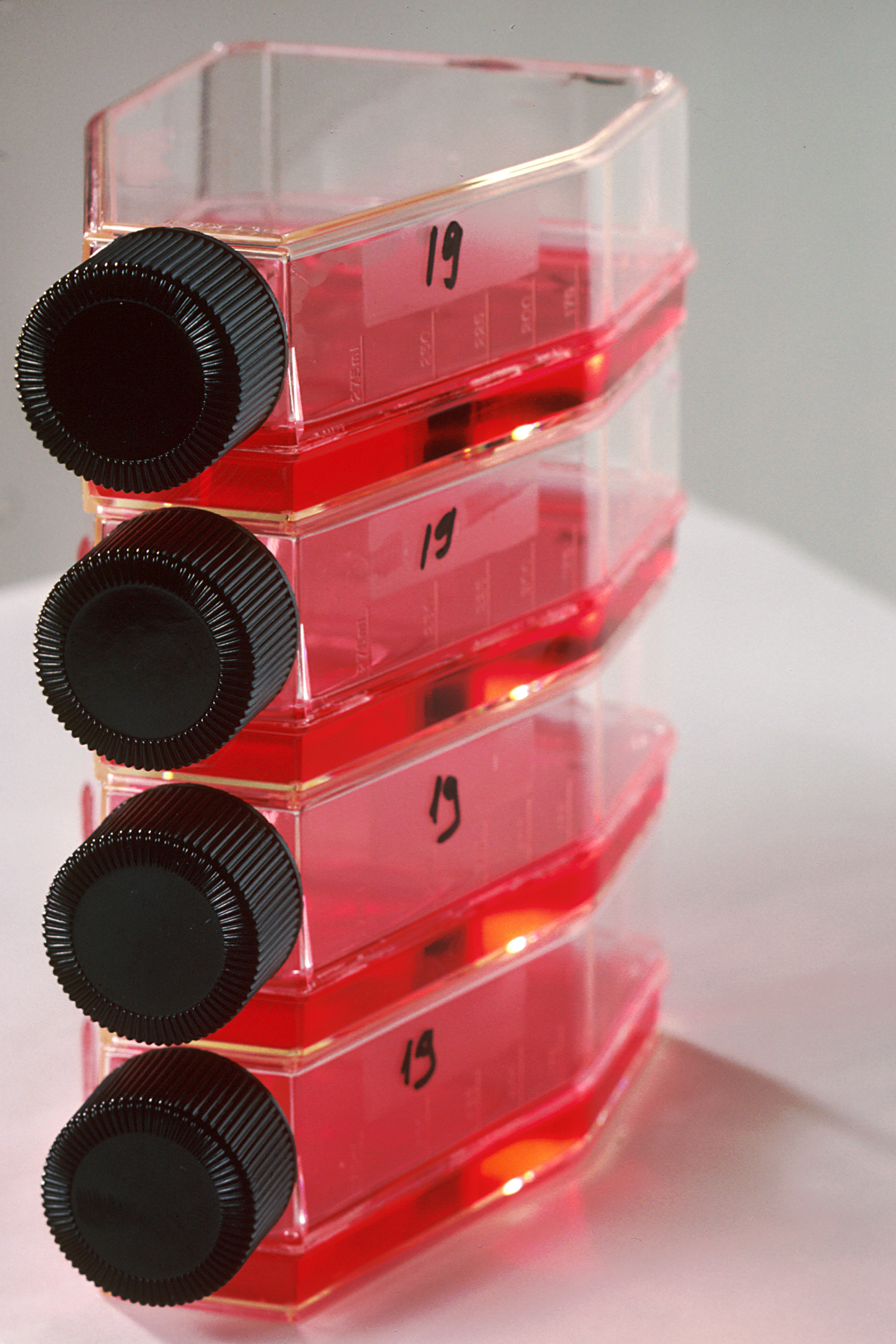
Gewebekultur in Kulturflaschen, die ein Nährmedium enthalten

Das Gerüst biologischer oder synthetischer Art wird vor der Kultur mit dem entnommenen vitalen Material zu einer 3D-Zellkultur kombiniert. Die Kultivierung kann sowohl im Körper (In-vivo-Tissue-Engineering) als auch im Labor (In-vitro-Tissue-Engineering) erfolgen. In beiden Fällen erfolgt idealerweise eine Kontrolle der Signalstoffe, die die Zelle erreichen, sodass die Bildung des neuen Gewebes unterstützt wird. Die Zellen können teilweise auch mit einem Bioprinter auf eine Oberfläche gedruckt werden.
Die Regenerate oder Konstrukte werden per adoptivem Zelltransfer in die Zielregion des Organismus implantiert. Der Vorteil bei einem solchen Implantat mit autologem (patienteneigenem) Zellanteil besteht darin, dass es vom Immunsystem des Patienten akzeptiert wird, denn die kultivierten Zellen weisen nur solche Proteine auf den Zelloberflächen auf, die das Immunsystem als „eigene“ erkennt. Damit werden Tissue-Engineering-Implantate normalerweise nicht abgestoßen. Ein gutes Beispiel dafür ist die Herstellung von vollkommen autologen Herzklappen oder Gefäßprothesen, welche dann zum Einsatz kommen, wenn beispielsweise eine verstopfte Arterie nicht durch eine körpereigene Vene ersetzt werden kann. In einem solchen Fall kommt in der Regel eine Kunststoffprothese zum Einsatz, welche eine unbefriedigende Alternative darstellt.
Allgemein werden vier Arten von Implantaten unterschieden:
- von anderen Lebewesen stammende (xenogen) – z. B. Herzklappen
- von einem Individuum gleicher Spezies (allogen) – z. B. Niere
- vom Patienten selbst (autolog) – z. B. Haut
- von genetisch identischen Individuen (syngen) – wie z. B. von eineiigen Zwillingen[6]

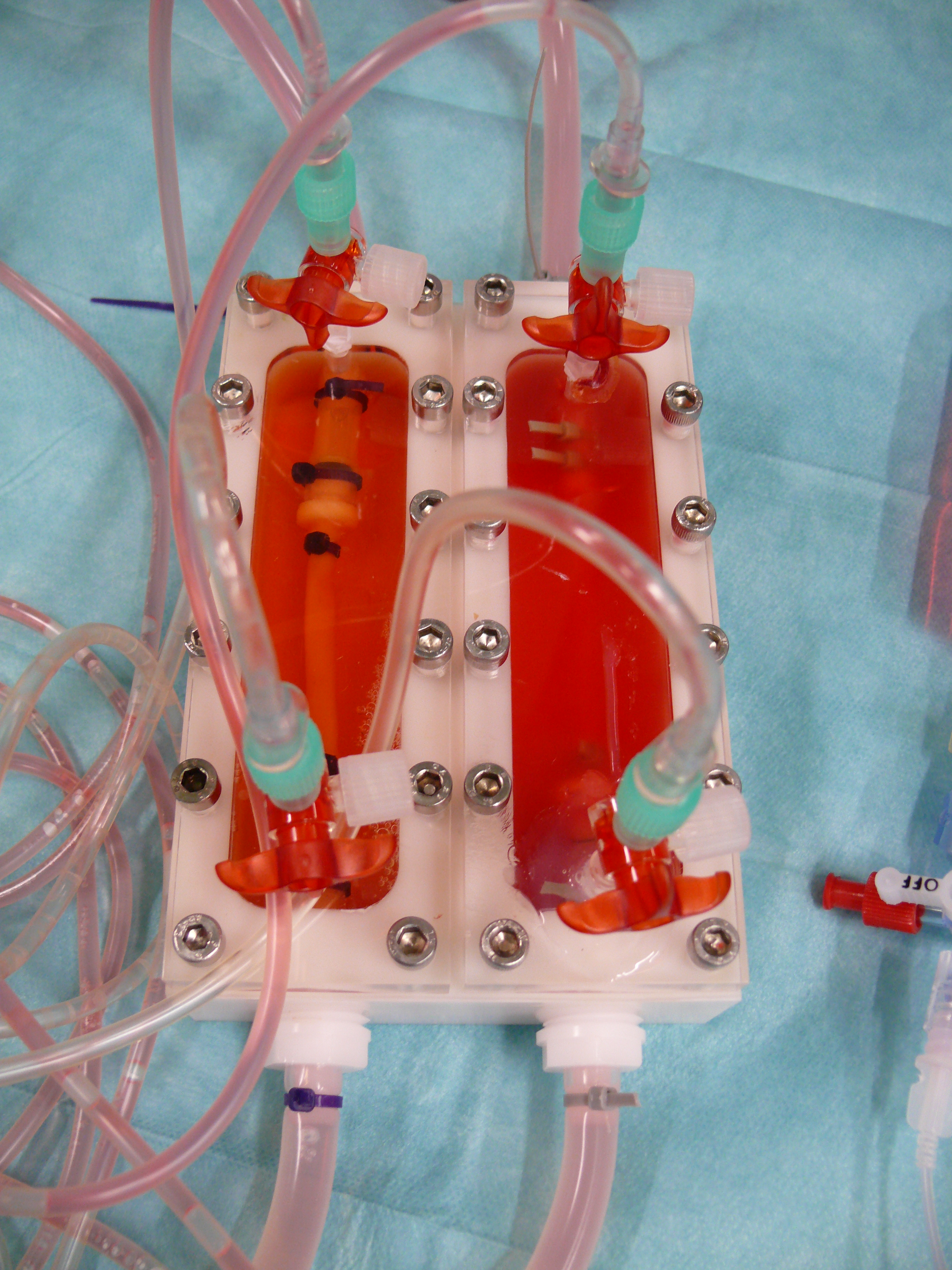
Bioreaktorsystem zur Kultivierung von Gefäßprothesen

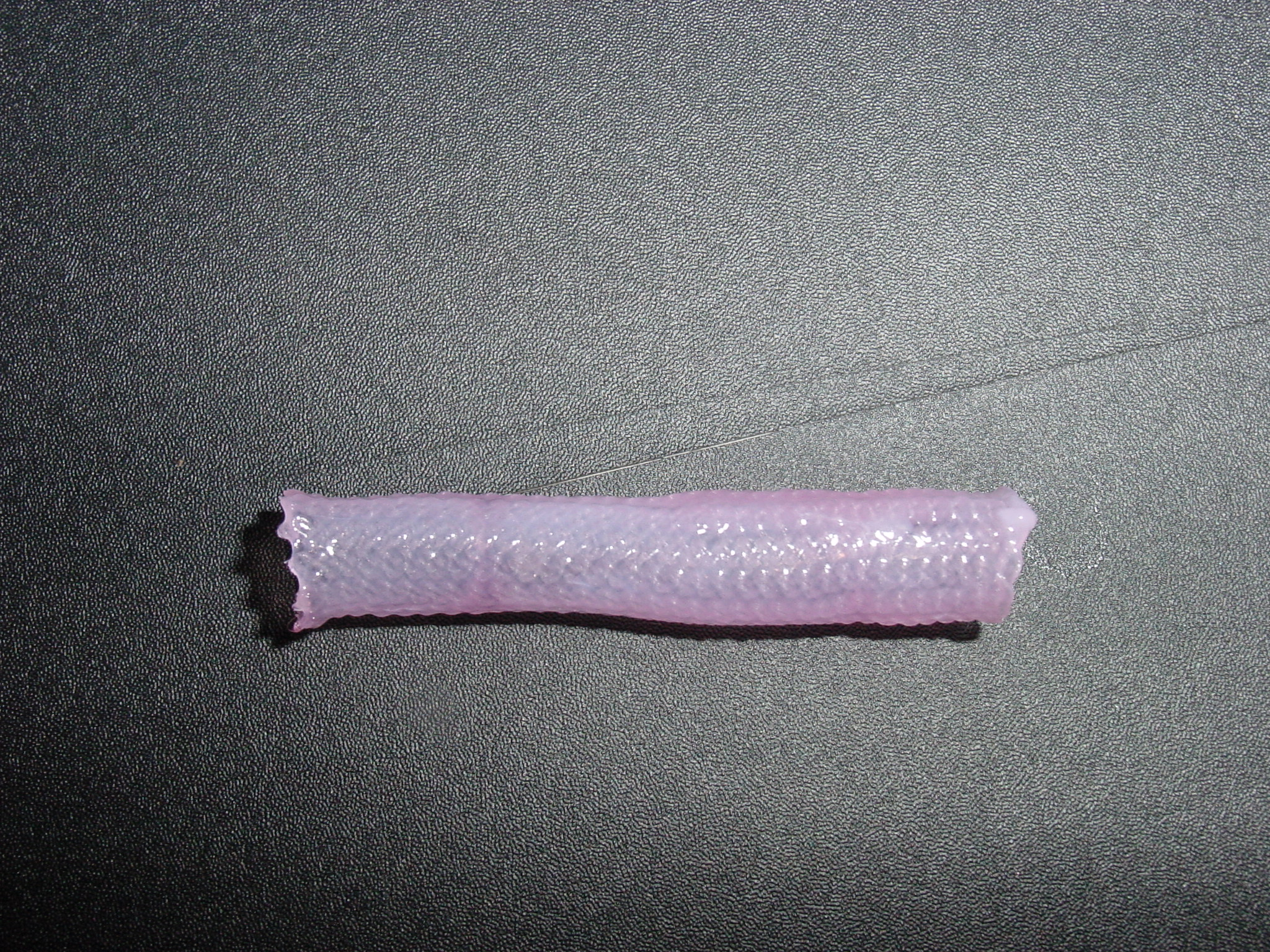
Durch Gewebezüchtung hergestellte Gefäßprothese

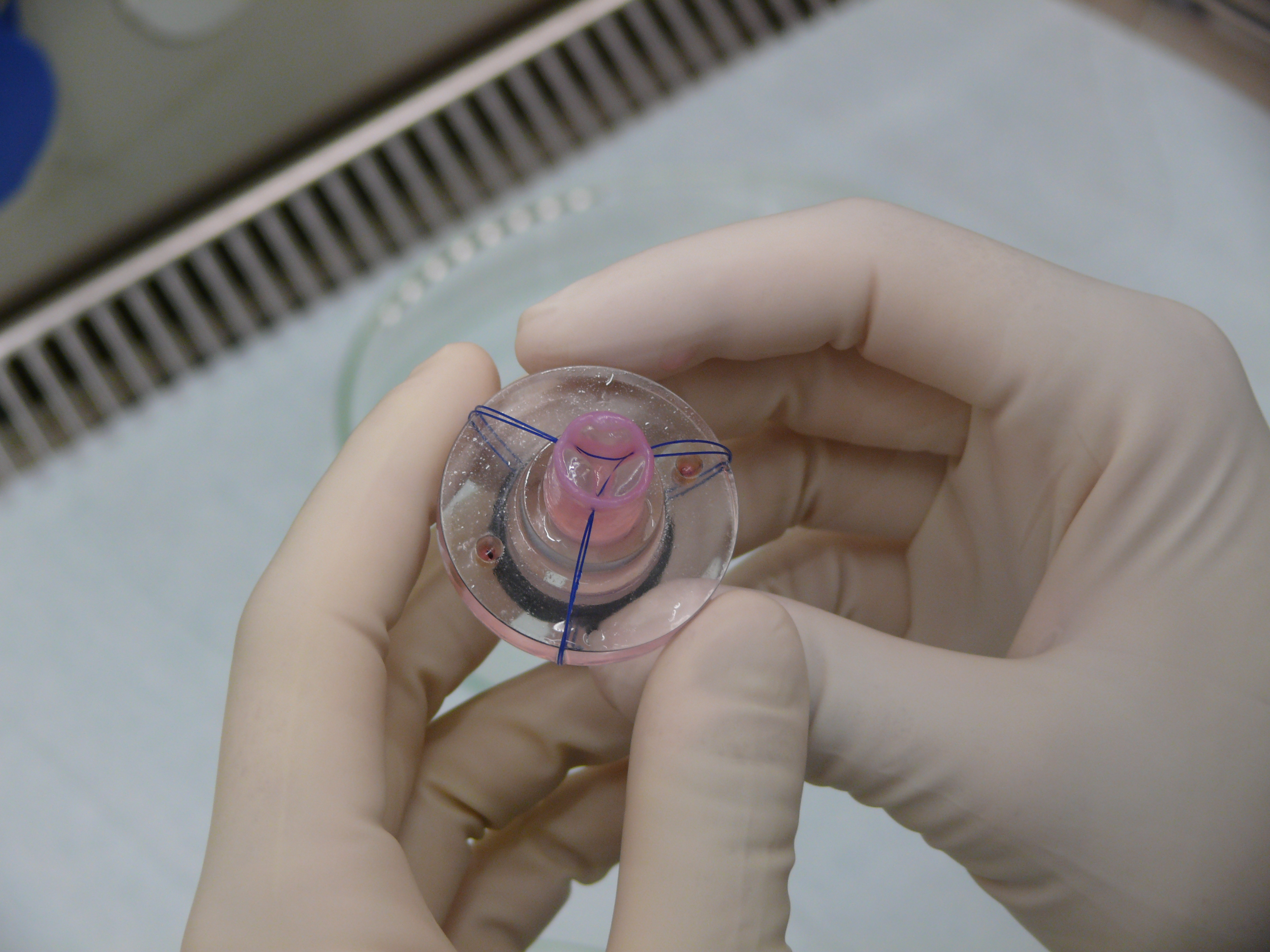
Durch Gewebezüchtung hergestellte Herzklappe

Das Problem der Gewebezüchtung liegt darin, dass spezifizierte Zellen ihre Funktionalität verlieren (Dedifferenzierung). Eine Tierversuchsstudie bei adulten Schafen, in die autologe Gefäßprothesen implantiert wurden, zeigte bis zum Versuchsende durchgängige Gefäße, die ein solides Gewebe aufbauten. Bisher ist es gelungen, Haut- und Knorpelgewebe sowie Blutgefäße zur kommerziellen Anwendung zu züchten.
Dabei werden zumeist bereits ausdifferenzierte Zellen aus dem Organismus in vitro vermehrt. Ein neuer Ansatz ist die Verwendung von adulten oder induzierten pluripotenten Stammzellen (iPS). Die adulten Zellen können aus dem Knochenmark oder inneren Organen von erwachsenen Personen gewonnen und die iPS durch Rückprogrammierung von Zellen erzeugt werden (z. B. Fibroblasten aus der Haut). Die Stammzellen können im Kulturbehälter vermehrt und danach durch Chemikalien zu bestimmten benötigten Zelltypen differenziert werden.

## Anwendungen
Erste Anwendungen einer Gewebezüchtung gab es bereits durch Alexis Carrel. Bei den bisher erfolgreichen TE-Ansätzen handelt es sich ausschließlich um Gewebe aus einer einzigen Zellart. Besonders geeignet für die Gewebekultur ist Knorpelgewebe, da Knorpel schon im lebenden Körper aus einer einzigen Zellart besteht, nur durch die Gelenkflüssigkeit ernährt wird und sein Gerüst aus Kollagenfasern und Proteoglykanen selbst herstellt. Andere lebenswichtige Gewebe, wie z. B. Leber- oder Nierenparenchym, sind so komplex in ihrem Aufbau, dass eine In-vitro-Züchtung bisher nicht erfolgreich ist. Um bei lebensgefährdenden Erkrankungen die Wirksamkeit der spezifischen Organzellen nutzen zu können, werden die Parenchymzellen bisher in Dialysesystemen dem Blutstrom ausgesetzt. Für Tissue-Engineering von funktionsfähigen Organen müssten neben den Parenchymzellen (z. B. Hepatozyten) auch Stützgewebe, Blutgefäße und Gallegefäße, möglicherweise auch Lymphgefäße gezüchtet werden. Cokulturen solch unterschiedlicher Zelltypen sind eine Herausforderung für die Zukunft. Cokulturen sind bisher für Chondrozyten und Osteoblasten sowie Endothelzellen und glatte Gefäßmuskelzellen durchgeführt worden. Bevor diese Probleme der Cokultur nicht gelöst sind, wird TE die großen Ziele der Organzüchtung lebenswichtiger Organe nicht erreichen. Erst dann werden Transplantationen von Spenderorganen durch die gezielte Züchtung von Organen mit Hilfe von körpereigenen Zellen ersetzt.
Eine weitere wichtige Anwendung des Tissue Engineering ist die Anwendung in der Grundlagenforschung. Dem natürlichen Gewebe nachempfundene Konstrukte dienen dort zur Aufklärung zellulärer Mechanismen. Darüber hinaus ermöglichen die Methoden des TE die Herstellung dreidimensionaler gewebeähnlicher Zellkonstrukte, an denen sich die Wirkung von Schadstoffen (z. B. Pestiziden), aber auch die Wirkung von Pharmazeutika testen lässt. Möglicherweise findet sich zukünftig eine weitere Anwendung in der biotechnologischen Herstellung von In-vitro-Fleisch, um Massentierhaltung und die damit verbundenen Probleme zu umgehen.
Ende Februar 2018 gelang es einem israelischen Ärzteteam zum ersten Mal, Gewebe für einen Schienbeinknochen zu züchten und erfolgreich zu implantieren. Die Stammzellen dafür wurden zuvor dem Fettgewebe des Patienten entnommen.